# 鬼關燈
是一部於2016年上映的美國超自然恐怖片，由大衛·F·桑德柏格執導，同時也是桑德柏格的電影導演處女作。監製包括溫子仁、勞倫斯·格雷和艾瑞克·赫瑟勒，而赫瑟勒同時也是電影的編劇。電影改編自桑德柏格自編自導的2013年同名短片。由泰瑞莎·帕瑪、蓋布瑞·貝特曼、亚历山大·蒂珀希亚、比利·柏克和瑪莉亞·貝蘿主演。
電影由華納兄弟發行，2016年6月8日在洛杉磯影展上首映，2016年7月22日在美國上映。

## 劇情
深夜，在一個紡織品倉庫中，一位女員工艾絲特下班回家前關掉休息室的燈時，突然發現黑暗中站著一個女黑影。當她開燈時，黑影便消失無蹤，當她再次關燈時，黑影又再次出現在黑暗裏。愛絲特跑去警告倉庫主人保羅要提防後離開，但保羅當時剛好在和兒子馬丁通電話而無視了她的警告。不久，保羅走出辦公室時，倉庫裏的所有燈突然平白無故熄滅，而黑影也開始趁虛而入襲擊他。幾分鐘後，燈光全部恢復，保羅被殘忍殺害的屍體被摔回了倉庫地面。
保羅下葬後，其妻子蘇菲長期患有的精神病與抑鬱症越來越嚴重，常常不停地跟她的一位名叫「黛安娜」的想像朋友說話。有一晚，馬丁親眼看見蘇菲跟一個女黑影講話而嚇到失眠，以至於多次在課堂上睡覺而被送去醫務室。而與母親蘇菲分開很久的大女兒蕾貝卡得知了事情後接了馬丁回家，但她後來決定不管蘇菲的阻止、暫時將馬丁接到自己的住處。同一晚，蕾貝卡在自己住處也同樣發現一個女黑影在住處地板上刻字，而當住處外的霓虹燈亮起時，女黑影便消失；蕾貝卡最後發現馬丁一人睡在她的浴缸裏。
隔天，蘇菲聯絡了社工而強行將馬丁接回家，蕾貝卡在自己地板上發現刻著黛安娜三個字，突然開始回憶起自己的童年時聽過相同的名字，於是趁蘇菲不在家時與男友布雷特溜進她的住宅。蕾貝卡發現自己繼父保羅其實也在暗中調查蘇菲口中的黛安娜，從文件中瞭解到蘇菲年幼時被送進精神病院裏治療抑鬱症，認識了因為皮膚怕強光而居住在病院裏的黛安娜。而佔有欲強烈的黛安娜則不停地糾纏蘇菲，病院醫師打算靠科學實驗的方法治好她的病症，卻反而使黛安娜暴露在強光之下喪命，如今化為了邪靈後仍然糾纏着蘇菲不放。
當晚，蘇菲接馬丁回家後用看電影來和兒子修復關係，隨後關燈試圖對馬丁講述黛安娜的故事，卻只讓馬丁嚇得跑回蕾貝卡家避難。蕾貝卡於是陪馬丁和布雷特回到蘇菲家，開始詢問關於黛安娜的事情，但蘇菲卻又改口不承認後將自己鎖在臥室裏。蕾貝卡決定和布雷特留下來過夜以保護她們，來到蘇菲臥室前和她和解時，蘇菲通過擁抱而暗中為蕾貝卡口袋裏塞了求救紙條。蕾貝卡領略到母親其實一直以來都遭受黛安娜控制而無從選擇，於是打開了房子裏所有的燈以防止黛安娜過來。
然而，黛安娜發現她們的意圖後開始趁虛而入，熄掉所有的燈後引誘蕾貝卡和馬丁走進地下室重開電源，關門將她們倆鎖在裏面。而布雷特也剛好在外面被她襲擊，但所幸開了車燈而使她消失，最後立刻開車去找警察。蕾貝卡在地下室裏找到一把夜光燈，認為靠它可以讓她們看見黛安娜而開始各處尋找，卻在地下室的牆上寫滿了她小時候離家出走的父親所寫下的字，得知黛安娜為了“獨佔”蘇菲而屠殺了所有和蘇菲要好的人、當中包括蕾貝卡的父親。這時，兩名警察來到房子裏後被黛安娜殺光，但也讓蕾貝卡和馬丁逃出了地下室。
蕾貝卡回去二樓找蘇菲時，黛安娜威脅她要麼離開、要麼帶她去見被其殺死的父親，隨後將蕾貝卡扔下一樓。而這時，蘇菲領略到自己是黛安娜在世界上作祟的「系繩」，於是拿起警察的槍而自盡，而黛安娜隨著她的死而瞬間消失無蹤，留下蕾貝卡抱著母親的屍體痛哭。最後，警察來到現場後，將事情歸為蘇菲發瘋殺人後自殺的案件處理，而蕾貝卡、馬丁與布雷特獲救後，也決定從此待在一起、永遠不再分開。

## 演員
- 泰瑞莎·帕瑪 飾 蕾貝卡
  - 艾米希·米勒 飾 年幼的蕾貝卡
- 蓋布瑞·貝特曼 飾 馬丁：蕾貝卡的弟弟。
- 亚历山大·蒂珀希亚（英语：Alexander DiPersia） 飾 布雷特：蕾貝卡的男友。
- 瑪莉亞·貝蘿 飾 蘇菲：蕾貝卡和馬丁精神不穩定的母親。
  - 艾蜜莉·艾蘭·林德 飾 青少女的蘇菲
- 比利·柏克 飾 保羅
- 艾莉西亞·貝拉-貝利 飾 黛安娜
  - 艾娃·坎特雷爾 飾 青少女的黛安娜
- 蘿塔·洛斯滕（英语：Lotta Losten）  飾 艾絲特
- 安迪·奧修（英语：Andi Osho） 飾 艾瑪·葛洛佛

## 製作

### 發展
2015年6月16日，蓋布瑞·貝特曼加入參演本片。6月27日，泰瑞莎·帕瑪也加入擔任女主角。溫子仁、Grey Matter Productions的勞倫斯·格雷與電影的編劇艾瑞克·赫瑟勒共同擔任監製。
勞倫斯·格雷還指出，本片的預算約500萬美元。

### 拍攝
電影正式於2015年6月29日開拍，直到2015年8月5日殺青。

## 發行
發行商華納兄弟最先於2016年6月8日在洛杉磯影展上首映，並排於2016年7月22日在美國上映，而臺灣則早於2016年7月21日上映。

### 評價
爛番茄新鮮度75%，基於133條評論，平均分為6.3/10，Metacritic得分58，IMDB上得6.8分，評價優良。

### 票房
在美國，電影從週四晚間獲得了180萬美元的票房。美國首映週末票房為2168萬美元，超出預期。

## 續集
2016年7月，新線影業和華納兄弟影業決定推出《鬼關燈》的續集。艾瑞克·赫瑟勒和大衛·F·桑德柏格都將分別回歸擔任編劇和導演。溫子仁與勞倫斯·格雷也會再度擔任監製，由Grey Matter Productions和Atomic Monster製作。

## 外部連結
- 互联网电影数据库（IMDb）上《鬼關燈》的资料（英文）
- 爛番茄上《鬼關燈》的資料（英文）
- Box Office Mojo上《鬼關燈》的資料（英文）
- AllMovie上《鬼關燈》的资料（英文）
- Metacritic上《鬼關燈》的資料（英文）
- 開眼電影網上《鬼關燈》的資料（繁體中文）